# آلربیک
آلربیک (به آلمانی: Allerbeeke) یک رود در آلمان است که در نیدرزاکسن واقع شده‌است.